# Tetratheca virgata
Tetratheca virgata är en tvåhjärtbladig växtart som beskrevs av Joachim Steetz. Tetratheca virgata ingår i släktet Tetratheca och familjen Elaeocarpaceae. Inga underarter finns listade i Catalogue of Life.